# Markus Jensen
Markus Gustav Jensen (* 15. Juli 2005) ist ein dänischer Fußballspieler. Er spielt für Odense BK und ist Nachwuchsnationalspieler der Skandinavier.

## Karriere

### Verein
Markus Jensen kam als Kind in die Jugendabteilung von Odense BK und hatte am 21. Mai 2023 im Alter von 17 Jahren sein Profidebüt in der Superligaen gegeben, als er beim 4:0-Auswärtssieg gegen Lyngby BK in der 71. Minute für Alasana Manneh eingewechselt wurde.

### Nationalmannschaft
Nicht nur auf Vereinsebene ist Markus Jensen aktiv, sondern er ist auch Nachwuchsnationalspieler Dänemarks und kam bisher in den Altersklassen U17 und U18 zum Einsatz.